# Pugilina tupiniquim
Pugilina tupiniquim (nomeada, em português, incha-velho, gatapu ou rochelo - BRA; o zoólogo Eurico Santos também comentando que Arthur Neiva a nomeia búzio-preto, no Recôncavo baiano) é uma espécie de molusco gastrópode marinho costeiro, estuarino e predador de Bivalvia, pertencente à família Melongenidae, na subclasse Caenogastropoda e ordem Neogastropoda. Foi classificada por Daniel Abbate e Luiz Ricardo L. Simone, em 2015, no artigo científico "Review of Pugilina from the Atlantic, with description of a new species from Brazil (Neogastropoda, Melongenidae)", publicado em African Invertebrates 56(3) - páginas 559-577. Habita áreas de baixa salinidade, como lodaçais entre marés e manguezais, ambiente próximo à foz de rios, no oeste do oceano Atlântico entre a Venezuela, no mar do Caribe, e a região sul do Brasil. No passado, e durante todo o século XX, os indivíduos desta espécie pertenciam à espécie Pugilina morio (nomeada, em inglês, giant hairy melongena), classificada por Carolus Linnaeus, em 1758 - como Murex morio; no gênero Murex -, encontrada na costa africana do leste do Atlântico e cuja espécie-tipo fora coletada na ilha de Goreia, ao largo da costa do Senegal e em frente a Dakar, na África Ocidental. Já fora verificado imposex na espécie, em estuários do Ceará (região nordeste do Brasil); também indicado como sua localidade-tipo.

## Descrição
Pugilina tupiniquim possui concha fusiforme e com o canal sifonal destacado; atingindo até 12 centímetros de comprimento, quando bem desenvolvida; com cerca de 10 voltas espirais convexas e apresentando cor marrom-escura (como se fosse de chocolate); com uma linha espiral, amarelada e estreita, lhe envolvendo. Sua escultura superficial é composta por cordões em espiral, ao longo de toda a superfície, com nódulos ao longo do nível médio, mais evidentes na sua última volta. Quando em vida, apresenta um perióstraco castanho claro, como de veludo, e um opérculo córneo e oval, em forma de unha e com anéis concêntricos, que lhe tampa a abertura, esta dotada de lábio externo afinado e alguns laivos de coloração branca, em seu interior.

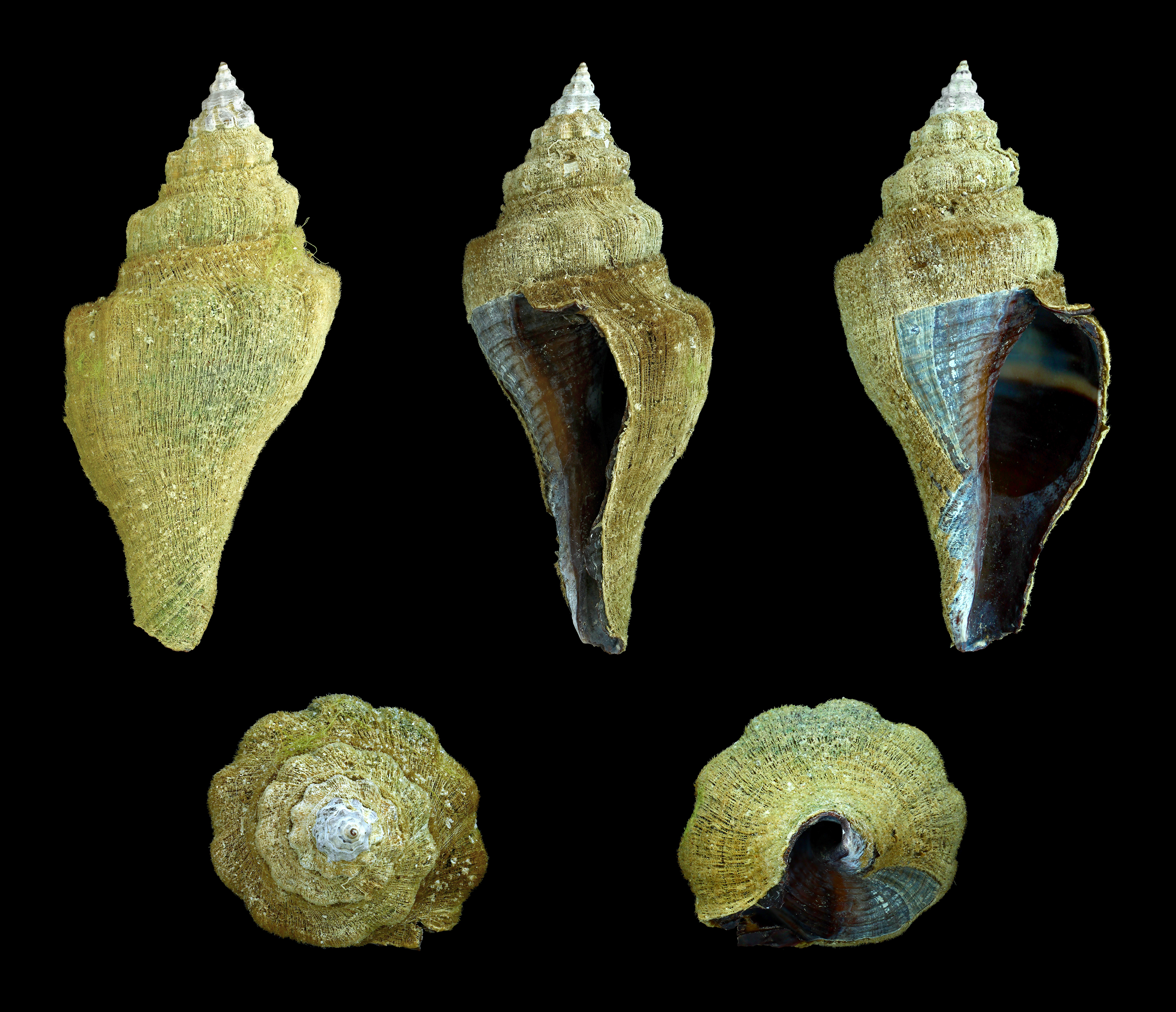
Cinco vistas de Pugilina morio (Linnaeus, 1758), espécime de Nouadhibou, Mauritânia (África Ocidental), mostrando como é o perióstraco de uma concha do gênero Pugilina Schumacher, 1817.

## Distribuição geográfica, habitat, hábito alimentar e associação
Esta espécie está distribuída pelo oeste do oceano Atlântico, no norte e leste da América do Sul; entre a Venezuela e Martinica, no mar do Caribe, e a região sul do Brasil, em Santa Catarina. Habita ambientes rasos de estuário, na foz de rios, às vezes encontrada sobre rochas, em tocos de madeira e na beirada dos cais. Entre as presas consumidas por Pugilina tupiniquim, estão os bivalves Anomalocardia flexuosa (Linnaeus, 1767), Crassostrea rhizophorae (Guilding, 1828) e Iphigenia brasiliensis (Lamarck, 1818), podendo ser vista a se alimentar de peixes mortos. Também fora notada a presença do gastrópode Stramonita brasiliensis Claremont & D. G. Reid, 2011 na superfície dorsal de suas conchas, sendo transportado, com nenhuma concha apresentando perfurações ou lesões por esta segunda espécie.

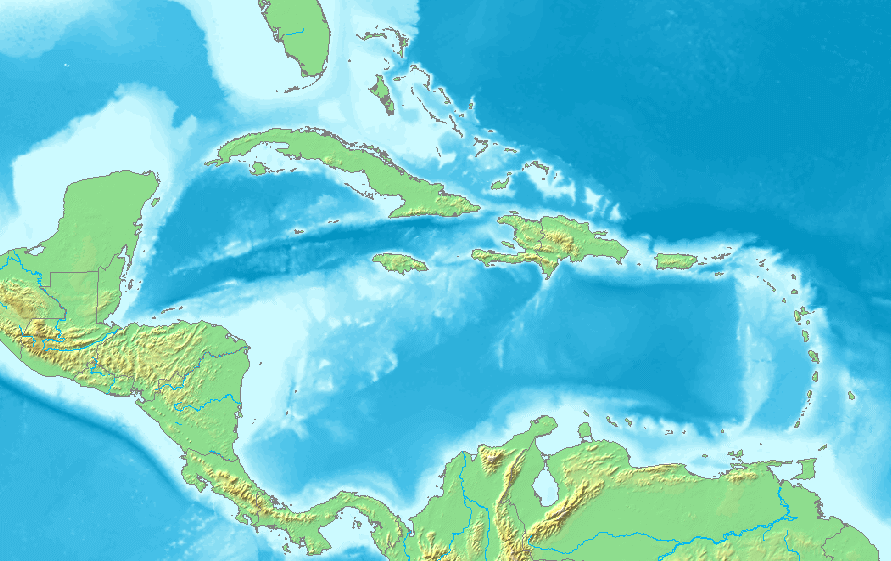
A espécie P. tupiniquim Abbate & Simone, 2015 está distribuída desde o norte de América do Sul, no mar do Caribe...
...até o estado de Santa Catarina (em vermelho), na região sul do Brasil, em ambientes rasos de estuário, na foz de rios.

## Uso humano
Na medicina tradicional do nordeste do Brasil, o animal de Pugilina tupiniquim é usado como zooterápico para a confecção de um caldo afrodisíaco. Esta espécie pôde ser encontrada em poucos sambaquis da região sudeste do Brasil, em Serra (ES) e Cabo Frio (RJ). Está listada como espécie pouco preocupante (LC) no Livro Vermelho da Fauna Brasileira Ameaçada de Extinção, publicado em 2018 pelo Instituto Chico Mendes de Conservação da Biodiversidade, com a conclusão desta avaliação feita em 2012.